# Clidoderma
Clidoderma is een monotypisch geslacht van straalvinnige vissen uit de familie van schollen (Pleuronectidae).

## Soort
- Clidoderma asperrimum (Temminck & Schlegel, 1846)